# Stéphane Heulot
Stéphane Heulot (Rennes, 20 settembre 1971) è un dirigente sportivo ed ex ciclista su strada francese.
Attivo come professionista dal 1992 al 2002, è in seguito divenuto direttore sportivo per formazioni UCI; dal 2023 è manager del team Lotto Dstny.

## Palmarès

### Strada
- 1991 (Dilettanti, due vittorie)

Manche-Atlantique
Classifica generale Tour de Normandie
- 1992 (RMO, due vittorie)

1ª tappa Étoile de Bessèges (Laudun-l'Ardoise > Laudun-l'Ardoise)
6ª tappa Parigi-Nizza (Tolone > Mandelieu-la-Napoule)
- 1993 (Banesto, una vittoria)

5ª tappa Tour de l'Avenir (Guidel > Landerneau)
- 1994 (Banesto, due vittorie)

4ª tappa, 1ª semitappa Circuit de la Sarthe (Savigné-l'Évêque, cronometro)
Classifica generale Circuit de la Sarthe
- 1996 (Gan, quattro vittorie)

Cholet-Pays de Loire
Trophée des Grimpeurs
Campionati francesi, Prova in linea Elite
Coppa di Francia
- 1998 (La Française des Jeux, una vittoria)

La Poly Normande
- 1999 (La Française des Jeux, due vittorie)

2ª tappa tappa Tour du Limousin (Trélissac > Turenne)
Classifica generale Tour du Limousin

#### Altri successi
- 1992 (RMO)

Ronde du Pays de Dinan
- 1996 (Gan)

Criterium Callac
- 1998 (La Française des Jeux)

Criterium Saint-Martin-de-Landelles
- 1999 (La Française des Jeux)

Bol d'or des Monédières
Criterium Pau
Criterium Callac
Criterium Vayrac

## Piazzamenti

### Grandi Giri
- Giro d'Italia

1993: ritirato (5ª tappa)
1994: 65º
1995: ritirato (15ª tappa)
- Tour de France

1996: ritirato (7ª tappa)
1997: 20º
1998: 13º
1999: 14º
2000: ritirato (14ª tappa)
2001: 40º
- Vuelta a España

2002: ritirato (6ª tappa)

### Classiche monumento
- Milano-Sanremo

1992: 19º
1993: 68º
1995: 28º
1997: 22º
1998: 11º
2000: 110º
- Parigi-Roubaix

1992: 40º
- Liegi-Bastogne-Liegi

1993: 30º
1994: 29º
1995: 32º
1997: 34º
1998: 31º
1999: ritirato
2000: 69º
- Giro di Lombardia

2000: 14º

### Competizioni mondiali
- Campionati del mondo

Odense 1988 - In linea Junior: 90º
Mosca 1989 - In linea Junior: 18º
Stoccarda 1991 - In linea Dilettanti: 28º
Agrigento 1994 - In linea Elite: 19º
Lugano 1996 - In linea Elite: ritirato
Plouay 2000 - In linea Elite: 26º
Lisbona 2001 - In linea Elite: 39º